# لويس كوتيه
لويس كوتيه هو سياسي كندي، ولد في 13 سبتمبر 1890 في أوتاوا في كندا، وتوفي بنفس المكان في 2 فبراير 1943. نشط حزبياً في حزب أونتاريو المحافظ التقدمي. وقد انتخب عضو برلمان مقاطعة أونتاريو ‏ عن دائرة Ottawa—Vanier—Gloucester ‏ (1929 – 1934) وانتخب عضو مجلس الشيوخ الكندي ‏ عن دائرة أونتاريو (1933 – 1943).